# Siemens EuroRunner
Siemens EuroRunner ist die Bezeichnung für eine Typenfamilie von dieselelektrischen Lokomotiven, die von Siemens Transportation System produziert wurden.
Es handelt sich somit um das dieselbetriebene Pendant zur Siemens EuroSprinter-Familie.

## Bezeichnung
Der Hersteller bezeichnet die unterschiedlichen Varianten wie folgt:
- Die Abkürzung ER steht für „EuroRunnner“
- Die ersten beiden Ziffern die Wellenleistung des Dieselmotors (z. B. 20 steht für 2000 Kilowatt)
- Der folgende Buchstabe steht für die Radsatzfolge: B für Bo'Bo', C für Co'Co'
- Der letzte Buchstabe für die Verwendung: U für Universallok, F für Fracht

## Typen

### ER20BU und ER20BF

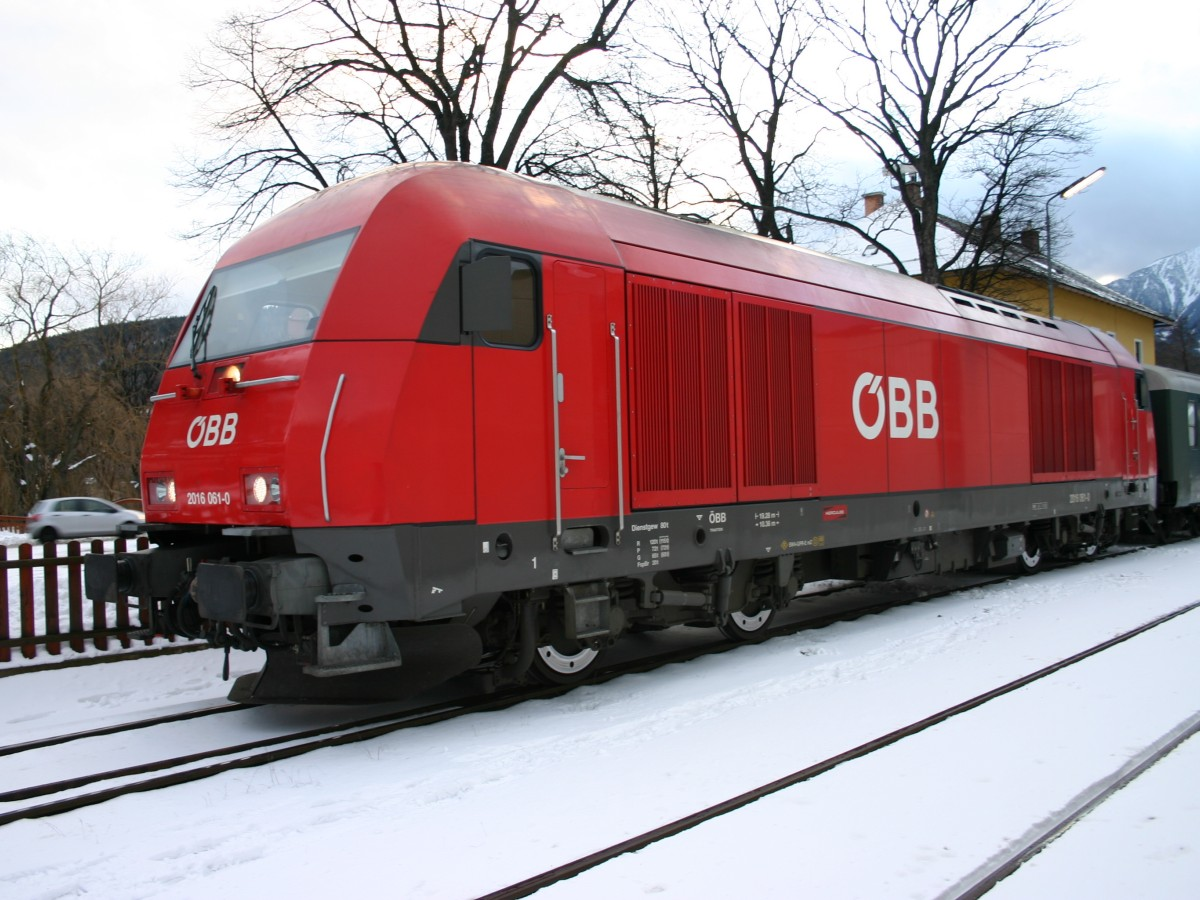
Baureihe 2016 der ÖBB

Aufgrund der Überalterung des Diesellokomotivenparks entschied sich 1999 die Österreichischen Bundesbahnen (ÖBB) für ein umfassendes Erneuerungsprogramm. Im Rahmen dieses Auftrages wurden zunächst 70 Streckenlokomotiven vom Typ ER20 (später mit Erscheinen der ER20CF als ER20BU bezeichnet) bei Siemens bestellt. Diese erhielten die Baureihenbezeichnung 2016 und wurden von der ÖBB Herkules genannt. Neben der ÖBB beschafften weitere Eisenbahnverkehrsunternehmen Lokomotiven von diesem Typ.
Eine Variante der ER20BU ohne Zugsammelschiene nur für den Güterverkehr stellt die ER20BF dar.
Fünf mit Mittelpufferkupplung ausgestattete Lokomotiven sind im August 2003 nach Hongkong an die Kowloon-Canton Railway Corporation (heute MTR Corporation) geliefert worden.
Insgesamt wurden 176 Lokomotiven für den Einsatz in Europa und 5 für den Einsatz in Asien vom Typ ER20BU bzw. ER20BF gebaut.

### ER20CF

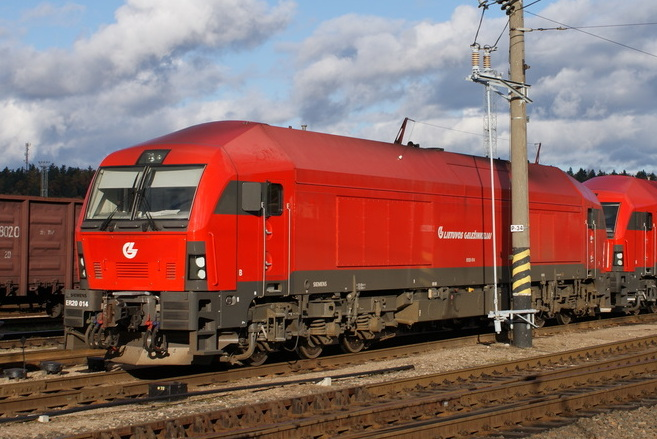
LG-Baureihe ER20 in Litauen

Bereits im Juli 2005 wurde die Bestellung von 34 sechsachsigen Diesellokomotiven durch die Litauische Staatsbahn (LG) bekanntgegeben. Sie sollten eine Leistung von 2000 Kilowatt erhalten und damit in diesem Punkt den vorhergehenden EuroRunnern entsprechen. Es handelt sich dabei um konzeptionelle Weiterführung der ER20BF.
Der Lokkasten wurde neu entwickelt. Die Seitenwände wurden anstatt des mit Aluminiumwabenplatten beplankten Gitterfachwerks nun aus einer verrippten Blechstruktur aufgebaut. Außerdem wurde erstmals ein neues Frontend-Konzept eingesetzt. Beide Konstruktionsprinzipien wurden auch bei dem parallel entwickelten EuroSprinter 2007 eingesetzt.
Die Auslieferung dieser Lokomotiven sollte bereits im Juni 2007 beginnen, verzögerte sich aber. Mitte Juli wurde eine erste Lok auf Hilfsdrehgestellen bei einer Präsentation von Siemens in München gezeigt. Mit den Originaldrehgestellen und antriebslosen regelspurigen Überführungsradsätzen wurden die 34 Lokomotiven bis 2010 zum Fährhafen Sassnitz-Mukran überführt. Hier wurden die Breitspurradsätze mit den Fahrmotoren eingebaut, ehe die Lokomotiven nach Litauen verschifft werden. Dies war möglich, da der Fährhafen Mukran mit Breitspurgleisen ausgerüstet ist und Eisenbahnfährschiffe nach Litauen verkehren. Eine Option von 10 weiteren Lokomotiven wurde ebenfalls eingelöst.
Die Entwicklung der Lokomotiven für die LG wurde von Siemens nicht als singuläres Einzelprojekt betrachtet, sondern sollte die Basis für eine sechsachsige Diesellokomotiven-Plattform bilden. Es sollten verschiedene Varianten für den europäischen Schienenverkehr mit verschiedenen Motorisierungen zwischen 2000 und 3000 Kilowatt entwickelt werden, wobei es jedoch zu keinen weiteren Bestellungen kam.

### ER24PC

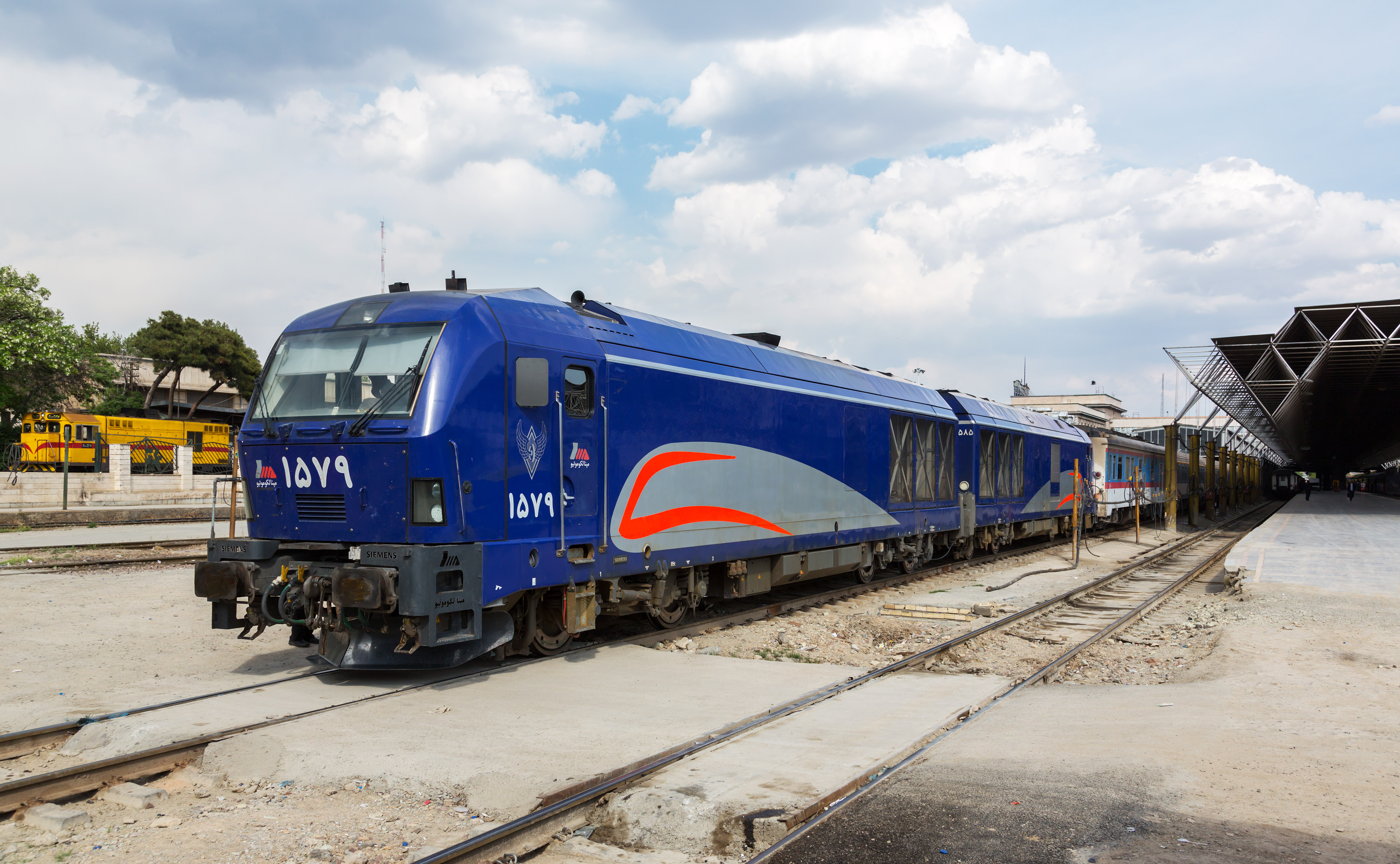
ER24PC im Iran

Im Jahr 2006 schlossen Siemens, MAPNA und die Iranische Staatsbahn einen Vertrag über die Lieferung von 150 dieselelektrischen Lokomotiven für den Einsatz vor Personenzügen. Es handelt sich dabei um vierachsige Lokomotiven mit nur einem Führerstand, einer Leistung von 2400 Kilowatt und einer Höchstgeschwindigkeit von 160 km/h. Zwischen Anfang 2010 und Februar 2011 wurden die ersten 30 Lokomotiven in München gebaut. Die restlichen 120 Lokomotiven wurden im Rahmen eines vereinbarten Technologietransfers im Iran gebaut.
Die Lokomotiven werden als Reihe 1500, IranRunner oder Safir bezeichnet.

## Abgeleitete Lokomotiven
Für die von Alstom hergestellte Lokomotiven der Baureihe SNCF BB 47500 lieferte Siemens die Traktionsausrüstung, welche auf dem EuroRunner basierte. Des Weiteren wurden aus der EuroRunner-Familie die AsiaRunner-Familie abgeleitet. Aus der AsiaRunner-Familie wurden bisher lediglich die Baureihe AR15 der Vietnamesischen Eisenbahnen geliefert.

## Nachfolger
Der Nachfolger der EuroRunner-Plattform ist die 2010 vorgestellte Siemens-Vectron-Plattform, welche mit der Vectron DE auch eine Diesellokomotive enthält.